# 曹勇義
曹勇义（1069年—1123年）辽朝、金朝官员。广宁人。

## 经历
辽朝进士，曾任辽燕京司徒使，于金天辅六年（1123年）十二月，以枢密使的身份与辽朝官员一起降金，以旧官守司空。任长春令。枢府辟令史。因上书讨论时政，最后进入馆阁，任枢密副都承旨，权燕京三司使，加给事中。受诏任枢密副使，加太子少保。封秦国公。与大公鼎、虞仲文、龚谊友关系密切。与虞仲文同在枢密，被小人排挤。又为三司使，加宣政殿大学士。

## 被杀
金朝把燕地交于宋朝，曹勇義北辙，天辅七年（1123年）农历五月与左企弓等返里广宁，半路在平州被张觉杀死。谥号文庄。天会七年（1129年），赠守太保。正隆二年（1157年），改赠特进、定国公。